# Harpactea cecconii
Harpactea cecconii este o specie de păianjeni din genul Harpactea, familia Dysderidae. A fost descrisă pentru prima dată de Kulczynski, 1908.
Este endemică în Cyprus. Conform Catalogue of Life specia Harpactea cecconii nu are subspecii cunoscute.